# Dobrnič
Dobrnič este o localitate din comuna Trebnje, Slovenia, cu o populație de 75 de locuitori.